# Jette Gottlieb
Jette Ryde Gottlieb (nascida a 23 de setembro de 1948, em Copenhaga) é uma política dinamarquesa, membro do Folketing pelo partido político Aliança Vermelha e Verde. Ela foi eleita para o parlamento nas eleições legislativas dinamarquesas de 2019 e já tinha passado anteriormente pelo Folketing de 1994 a 2001.

## Carreira política
Gottlieb já foi membro dos Socialistas de Esquerda. Ela estava entre as pessoas que fizeram parte da fundação da Aliança Vermelha e Verde em 1988-1989.
Gottlieb foi eleita pela primeira vez para o parlamento nas eleições de 1994 e foi reeleita nas eleições de 1998. Ela não voltou a concorrer ao parlamento nas eleições de 2001. Ela concorreu novamente nas eleições de 2015, onde foi eleita como membro suplente da Aliança Vermelha e Verde pelo distrito eleitoral de Copenhaga. Ela serviu como substituta de Finn Sørensen de 17 de abril a 10 de junho de 2018. Nas eleições de 2019, ela foi eleita para o parlamento pela Aliança Vermelha e Verde.

## Vida pessoal
Gottlieb é carpinteira de profissão.